# 内蒙两极虫
内蒙两极虫（学名：Myxidium neimongolia）为两极科两极虫属的动物。在中国，分布于内蒙古等，营寄生生活，寄生在东北雅罗鱼的胆囊。